# John Kirk
John Kirk  (Barry, perto de Arbroath, Escócia, 19 de dezembro de 1832 – Sevenoaks, Kent, Inglaterra, 15 de janeiro de 1922) foi um explorador, médico e naturalista britânico.
Recebeu o diploma de medicina na  Universidade de Edimburgo. Participou da expedição de  David Livingstone (1813-1873), e foi administrador britânico em Zanzibar.
Foi botânico por toda a sua vida e admirado por sucessivos diretores dos Jardins Botânicos Reais de Kew: Sir William Hooker, Joseph Dalton Hooker e William Thistleton-Dyer.

## Publicações
- '’Account of the Zambezi District, in South África, with a Notice of Its Vegetable and Other Products, Transactions of the Botanical Society (1864), 8, 197-202....
- Ascent of the Rovuma, Proceedings of the Royal Geographical Society of London (1864-1865), 9, 284-8.
- Dimorphism in the Flowers of Monochoria Vaginalis, Journal of the Linnean Society: Botany (1865), 8, 147.
- Extracts of a Letter of Dr. Kirk to Alex Kirk, Esq., Relating to the Livingstone Expedtion, Report of the British Association for the Advancement of Science (1859), 185-6.
- Hints to Travellers - Extracts from a Letter from John Kirk, Journal of the Royal Geographical Society (1864), 34, 290-2.
- Letter Dated 28 February Replying to Dr. Peters, Proceedings of the Zoological Society of London (1865), 227.
- Letter from Dr. John Kirk (of the Livingstone Expedition), Dated H.M Ship Pioneer, River Shire, East África, 14th December 1861. Transactions of the Botanical Society (1862), 7, 389-92.
- Letter from Dr. John Kirk, Physician and Naturalists to the Livingstone Expedition, Relative to the Country near Lake Shirwa, in África, Transactions of the Botanical Society (1859), 6, 317-21, plate VII.
- Letter from John Kirk to Professor Balfour, Transactions of the Botanical Society (1864), 8, 110-1.
- List of Mammalia Met with in Zambesia, East Tropical África, Proceedings of the Zoological Society of London (1864), 649-60.
- Notes on the Gradient of the Zambesi, on the Level of Lake Nyassa, on the Murchison Rapids, and on Lake Shirwa, Journal of the Royal Geographical Society (1865), 35, 167-9.
- Notes on Two Expeditions up the River Rovuma, East África, Journal of the Royal Geographical Society (1865), 35, 154-67.
- On a Few Fossil Bones from the Alluvial Strata of the Zambesi Delta, Journal of the Royal Geographical Society (1864), 34, 199-201.
- On a New Dye-Wood of the Genus Cudranea, from Tropical África, Journal of the Linnean Society: Botany (1867), 9, 229-30.
- On a New Genus of Liliaceæ from East Tropical África, Transactions of the Linnean Society (1864), 24, 497-9.
- On a New Harbour Opposite Zanzibar, Proceedings of the Royal Geographical Society of London (1866-1867), 11, 35-6.
- On Musa Livingstoniana, a New Banana from Tropical África, Journal of the Linnean Society: Botany (1867), 9, 128.
- On the "Tsetse" Fly of Tropical África (Glossina Morsitans, Westwood). Journal of the Linnean Society: Zoology (1865), 8, 149-56.
- On the Birds of the Zambezi Region of Eastern Tropical África, Ibis (1864), 6, 307-39.
- On the Palms of East Tropical África, Journal of the Linnean Society: Botany (1867), 9, 230-5.
- Report on the Natural Products and Capabilities of the Shire and Lower Zambesi Valleys, Proceedings of the Royal Geographical Society of London (1861-1862), 6, 25-32.